# 山本康裕
山本 康裕（やまもと こうすけ、1989年10月29日 - ）は、静岡県浜松市出身のプロサッカー選手。Jリーグ・松本山雅FC所属。ポジションはミッドフィールダー。

## 来歴

### ジュビロ磐田
父親は野球をしていたが、Jリーグが開幕した頃だったことから身近だったサッカーを始める。中学時からジュビロ磐田の育成部門に所属し、高校2年生時でトップチームにデビュー。16歳と11ヶ月24日でのトップチーム出場は磐田史上最年少の出場記録であった（2023年4月に川合徳孟が更新）。プロ初出場の大分戦、2試合目となったFC東京戦はどちらも一人少ない状況での途中出場であったが、トップの選手たちに劣らない落ち着いたプレーを披露するなど、強心臓ぶりを遺憾なく発揮した。その際は松下幸平が愛媛FCにレンタル移籍していたため空き番になっていた24番をつけていたが、2007年はキャンプの時点で背番号32が与えられ、シーズン当初からトップチームの一員となった。
2007シーズンの時点で、トップチームでも既に戦力として、また同年よりFC東京へ移籍した福西崇史や、自身の不祥事により解雇された菊地直哉の後継者として期待されていたが、本人は新3年生となる2007年の目標はあくまでもユース選手権での優勝と語り（彼はユースチームではキャプテンだった）実際プリンスリーグではユースチームに合流した。
2008年からはトップチームでプレー。本来のポジションであるボランチのほか、2008年には主に左の、2011年には右のサイドハーフとして起用され、2010年には駒野友一の負傷に伴うサイドバックでの出場もあった。

### アルビレックス新潟
磐田がJ2へ降格した2014年、ペリクレス・シャムスカ体制下で出場機会が激減。同年6月16日、アルビレックス新潟へ期限付き移籍が決定し、発表翌日の17日にチームへ合流した。背番号は磐田時代と同じ23番。スポーツ報知は磐田との契約を1年延長した上での期限付き移籍と報じている。新潟では主に左右のサイドハーフとして起用され、W杯による中断再開後のJ1リーグ戦全20試合に先発出場、2得点を記録した。
当初の期限付き移籍期間は2015年1月31日までだったが、シーズン終了後に移籍期間を1年延長した。2015年2月のスポーツニッポン紙上インタビューによれば、山本は2014年シーズン終了前の11月から新潟残留を望む旨を磐田へ伝えており、名波浩監督の後押しもあって移籍期間延長が実現したという。当初磐田側は戦力として復帰を望んでおり、新潟退団を覚悟した山本はリーグ最終戦で涙を流していた。
2015年も主力として33試合7得点の活躍をした。7得点はFWのラファエル・シルバと並びチーム得点ランキング2位であった。

### ジュビロ磐田復帰
2015年12月19日に、ジュビロ磐田へ復帰することが発表された。2016年2月、J11stステージ第1節・名古屋グランパス戦で後半27分に太田吉彰と交代で復帰後初出場。
2017年4月30日、J1第9節・北海道コンサドーレ札幌戦で後半5分に負傷退場。5月5日、浜松市内の医療機関にて「右膝前十字靭帯損傷、半月板損傷」と診断されたことが発表された。
2018年3月14日、ルヴァンカップGL第2節・札幌戦で後半13分に宮崎智彦と交代で怪我から復帰後初出場した。3月18日、J1第4節・サンフレッチェ広島戦でリーグ戦復帰を果たした。4月4日、ルヴァンカップGL第3節・ヴァンフォーレ甲府戦で後半9分に同点弾を挙げた
。この得点が磐田復帰後の初得点となった。
2021年シーズンは、キャプテンとしてリーグ戦40試合に出場。チームのJ2優勝とJ1昇格に貢献した。

### 松本山雅FC
2023年12月28日、松本山雅FCへ完全移籍することが発表された。

## 人物・エピソード
- 憧れの選手はかつて磐田の中心選手であった中山雅史、福西崇史。中山に関しては「とにかくゴールを決めていた中山（雅史）さんは、自分にとってヒーロー」と語り、福西に関しては「好機とみるや、すかさず前線に上がる判断能力にたけ、ボランチでありながら得点力もある、まさに理想的な選手」と語っている[17]。また、山本の背番号23番はかつて福西が磐田時代に着用していた。ユースチームでは2006年から山本が着用し、2008年のトップ昇格時に受け継いだ。
- 2019年1月14日、2018年12月中旬に一般女性と結婚したことが発表された[18]。

## 所属クラブ
- 聖隷JFC（浜松市立麁玉小学校）
- 2002年 - 2004年 ヤマハジュビロサッカースクール浜北Jrユース（浜松市立麁玉中学校）
- 2005年 - 2007年 ジュビロ磐田ユース（磐田東高等学校）
  - 2006年 - 2007年 ジュビロ磐田 (2種登録選手)
- 2008年 - 2023年  ジュビロ磐田
  - 2014年6月 - 2015年  アルビレックス新潟 (期限付き移籍)
- 2024年 -  松本山雅FC

## 個人成績
| 国内大会個人成績 | 国内大会個人成績 | 国内大会個人成績 | 国内大会個人成績 | 国内大会個人成績 | 国内大会個人成績 | 国内大会個人成績 | 国内大会個人成績 | 国内大会個人成績 | 国内大会個人成績 | 国内大会個人成績 | 国内大会個人成績 |
| 年度             | クラブ           | 背番号           | リーグ           | リーグ戦         | リーグ戦         | リーグ杯         | リーグ杯         | オープン杯       | オープン杯       | 期間通算         | 期間通算         |
| 年度             | クラブ           | 背番号           | リーグ           | 出場             | 得点             | 出場             | 得点             | 出場             | 得点             | 出場             | 得点             |
| 日本             | 日本             | 日本             | 日本             | リーグ戦         | リーグ戦         | リーグ杯         | リーグ杯         | 天皇杯           | 天皇杯           | 期間通算         | 期間通算         |
| ---------------- | ---------------- | ---------------- | ---------------- | ---------------- | ---------------- | ---------------- | ---------------- | ---------------- | ---------------- | ---------------- | ---------------- |
| 2006             | 磐田             | 24               | J1               | 1                | 0                | 0                | 0                | 0                | 0                | 1                | 0                |
| 2007             | 磐田             | 32               | J1               | 3                | 0                | 3                | 0                | 0                | 0                | 6                | 0                |
| 2008             | 磐田             | 23               | J1               | 9                | 0                | 1                | 0                | 0                | 0                | 10               | 0                |
| 2009             | 磐田             | 23               | J1               | 26               | 0                | 3                | 0                | 2                | 0                | 31               | 0                |
| 2010             | 磐田             | 23               | J1               | 30               | 1                | 10               | 0                | 3                | 1                | 43               | 2                |
| 2011             | 磐田             | 23               | J1               | 23               | 2                | 3                | 0                | 2                | 0                | 28               | 2                |
| 2012             | 磐田             | 23               | J1               | 23               | 7                | 6                | 0                | 2                | 1                | 31               | 8                |
| 2013             | 磐田             | 23               | J1               | 27               | 1                | 4                | 1                | 2                | 3                | 33               | 5                |
| 2014             | 磐田             | 23               | J2               | 1                | 0                | -                | -                | -                | -                | 1                | 0                |
| 2014             | 新潟             | 23               | J1               | 20               | 2                | 0                | 0                | 0                | 0                | 20               | 2                |
| 2015             | 新潟             | 23               | J1               | 33               | 7                | 8                | 3                | 0                | 0                | 41               | 10               |
| 2016             | 磐田             | 23               | J1               | 29               | 0                | 3                | 0                | 3                | 0                | 35               | 0                |
| 2017             | 磐田             | 23               | J1               | 5                | 0                | 2                | 0                | 0                | 0                | 7                | 0                |
| 2018             | 磐田             | 23               | J1               | 15               | 0                | 5                | 1                | 4                | 0                | 24               | 1                |
| 2019             | 磐田             | 23               | J1               | 16               | 2                | 6                | 0                | 2                | 0                | 24               | 2                |
| 2020             | 磐田             | 23               | J2               | 41               | 1                | -                | -                | -                | -                | 41               | 1                |
| 2021             | 磐田             | 23               | J2               | 40               | 5                | -                | -                | 1                | 0                | 41               | 5                |
| 2022             | 磐田             | 23               | J1               | 28               | 0                | 2                | 0                | 1                | 0                | 31               | 0                |
| 2023             | 磐田             | 23               | J2               | 18               | 0                | 5                | 1                | 1                | 0                | 24               | 1                |
| 2024             | 松本             | 15               | J3               | 37               | 1                | 2                | 0                | -                | -                | 39               | 1                |
| 通算             | 日本             | 日本             | J1               | 288              | 22               | 56               | 5                | 21               | 5                | 365              | 32               |
| 通算             | 日本             | 日本             | J2               | 100              | 6                | 5                | 1                | 2                | 0                | 107              | 7                |
| 通算             | 日本             | 日本             | J3               | 37               | 1                | 2                | 0                | -                | -                | 39               | 1                |
| 総通算           | 総通算           | 総通算           | 総通算           | 425              | 29               | 63               | 6                | 23               | 5                | 501              | 40               |

- 2006年、2007年はジュビロ磐田ユース所属の2種登録選手。

その他の公式戦
- 2024年
  - J2昇格プレーオフ 2試合0得点

- 2006年9月23日 - 公式戦初出場（Jリーグ） - 大分トリニータ戦（ヤマハスタジアム）
- 2010年8月22日 - 公式戦初得点（Jリーグ） - 清水エスパルス戦（エコパスタジアム）

## タイトル

### クラブ
ジュビロ磐田
- Jリーグカップ：（2010年）
- J2リーグ：（2021年）

## 代表歴

### 出場大会
- U-16日本代表 モンテギュー国際大会 (フランス)
- U-16日本代表 豊田国際ユースサッカー大会
- U-18日本代表 オーストラリアオリンピックフェスティバル SBSカップ国際ユースサッカー大会
- U-19日本代表 カタールU-19国際親善トーナメント
- U-22日本代表 ロンドン五輪アジア最終予選
- U-23日本代表
  - 2012年 トゥーロン国際大会
  - 2012年 ロンドンオリンピック (予備登録メンバー)